# Chisapani (Syangja)
Chisapani (nep. चिसापानी) – gaun wikas samiti w zachodniej części Nepalu w strefie Gandaki w dystrykcie Syangja. Według nepalskiego spisu powszechnego z 2001 roku liczył on 959 gospodarstw domowych i 4926 mieszkańców (2760 kobiet i 2166 mężczyzn).